# 4,6-dinitro-o-cresol
4,6-dinitro-o-cresol of DNOC (afkorting van dinitro-ortho-cresol) is een extreem toxische organische nitroverbinding met als brutoformule C7H6N2O5. De stof komt voor als reukloze gele kristallen, die matig oplosbaar zijn in water.

## Toepassingen
4,6-dinitro-o-cresol werd sedert het eind van de jaren '60 van de 19e eeuw gebruikt voor het verven van textiel. De Münchense professor Wilhelm von Miller ontdekte dat de verbinding gebruikt kon worden voor de plantenbescherming. Antinonnin, met het kaliumzout van 4,6-dinitro-o-cresol, was het eerste industrieel vervaardigd organische insecticide. Het werd in 1892 op de markt gebracht door de Farbenfabriken Friedr. Bayer & Co. in Elberfeld. 4,6-dinitro-o-cresol werd gebruikt als werkzame stof in insecticiden, fungiciden, herbiciden en ontbladeringsmiddelen. Andere handelsnamen van commerciële producten waren Detal, Dinitrol, Elgetol, Lipan, Selinon en Effusan. Vanwege de hoge toxiciteit staat 4,6-dinitro-o-cresol sedert februari 1999 vermeld op de lijst van door de Europese Unie verboden pesticiden.

## Toxicologie en veiligheid
De stof ontleedt bij verbranding, met vorming van giftige dampen, waaronder stikstofoxiden. Ze reageert hevig met sterk oxiderende stoffen.
De stof is corrosief voor de ogen en irriterend voor de huid. Na contact met de huid kan er een gele verkleuring optreden. DNOC kan effecten hebben op de snelheid van het metabolisme. Blootstelling aan een te hoge dosis (vanaf 0,2 mg/m³) kan de dood veroorzaken. De stof kan ook via de huid snel worden opgenomen.
4,6-dinitro-o-cresol versnelt de oxidatieve stofwisseling en zorgt daarbij voor een te hoge warmteontwikkeling in het lichaam.